# Glenea calypsoides
Glenea calypsoides är en skalbaggsart som beskrevs av Stefan von Breuning 1964. Glenea calypsoides ingår i släktet Glenea och familjen långhorningar.
Artens utbredningsområde är Laos. Inga underarter finns listade i Catalogue of Life.